# Doris Hedberg
Doris Linnea Birgitta Hedberg, po mężu Asplund (ur. 18 lutego 1936 w Skellefteå), szwedzka gimnastyczka. Srebrna medalistka olimpijska z Melbourne.
Zawody w 1956 były jej jedynymi igrzyskami olimpijskimi. Po medal sięgnęła w konkurencji drużynowych ćwiczeń z przyborem.